# L'Odalisque au guépard
L'Odalisque au guépard ("L'odalisca con il ghepardo") è un dipinto realizzato dall'artista francese Jacqueline Marval nel 1900, che oggi si trova in una collezione privata.

## Storia
Il dipinto venne esposto al Salon des Indépendants del 1901, e alla fine della mostra venne acquistato dal mercante d'arte Ambroise Vollard assieme ad altri dipinti. In seguito la tela fece parte della collezione del collezionista Oscar Ghez, fino a finire nella collezione privata nella quale si trova ancora oggi.

## Descrizione
Questo dipinto a olio su tela rappresenta una donna nuda sdraiata che accarezza un ghepardo davanti a una balaustra sulla quale si trovano due pappagalli. Quest'odalisca ha un'acconciatura particolare ed elegante ed è sdraiata su due coperte che la proteggono dalle piastrelle fredde che compongono il pavimento del balcone. In primo piano si trovano un incensiere e un vassoio con della frutta e dei fiori, mentre sullo sfondo si notano vari alberi. La composizione potrebbe ispirarsi ai dipinti La grande odalisca e Odalisca con schiava di Jean-Auguste-Dominique Ingres. Il termine "odalisca" indicava delle concubine che si trovavano negli harem dell'impero ottomano, che vennero rappresentate spesso dai pittori europei del diciannovesimo secolo come delle schiave voluttuose. 
Questo quadro è un autoritratto giovanile della pittrice: avendo dato i suoi tratti all'odalisca rappresentata, questo quadro è uno dei più antichi che associano il nudo all'autoritratto femminile (preceduto da dei rari esempi tardorinascimentali come l'Allegoria dell'Inclinazione di Artemisia Gentileschi). La donna non sembra accorgersi della presenza dello spettatore, e nonostante sia nuda non cerca di coprirsi: a differenza delle donne passive dipinte da Ingres e da altri pittori in precedenza, l'odalisca di Marval è sì sensuale, ma è anche indipendente e la sua impressione è di impertinenza e autodeterminazione. Di solito le odalische erano soggette allo sguardo maschile, ma in questo dipinto di Jacqueline Marval la donna non è affatto un oggetto (anche per questo motivo la pittrice venne apprezzata dopo la morte per aver anticipato alcuni temi del femminismo).